# Adolf Weil

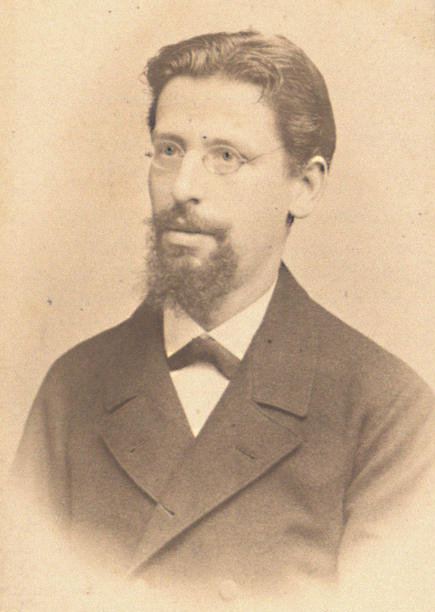
Adolf Weil in 1886

Adolf Weil (Heidelberg, 7 februari 1848 – Wiesbaden, 23 juli 1916) was een Duits arts naar wie de ziekte van Weil, ook wel leptospirose, is genoemd.
Weil studeerde geneeskunde aan de Universiteit van Heidelberg en zette later zijn studie voort in Berlijn en Wenen. In 1886 werd hij benoemd tot hoogleraar speciële pathologie en therapie aan de Universiteit van Tartu, maar moest daar na korte tijd opzeggen omdat hij vanwege tuberculose van zijn strottenhoofd zijn stem verloor. Na 1893 woonde en werkte Weil nog in Ospitaletto, San Remo en Wiesbaden.
In 1913 isoleerde Weil, in samenwerking met Emil Abderhalden, het aminozuur norleucine. Onder zijn werk was een invloedrijke scriptie over auscultatie van slagaders en aders getiteld Die Auscultation der Arterien und Venen (1875), en een artikel getiteld Handbuch und Atlas der topographischen Percussion.

Kort nadat hem het bericht bereikte dat leptospirose door een spirocheet wordt veroorzaakt overleed Weil door een acute bloedspuwing.